# Martin Marvie
Martin Marvie est un dessinateur et graveur d'interprétation à l'eau-forte, français, né en janvier 1713, mort en octobre 1813. Sa signature est orthographiée M. Marvie ou Marvye.

## Biographie
La vie de Martin Marvie, hormis qu'il exerça à Paris et qu'il fut centenaire, ne nous est pas connue. On lit dans les archives du Musée national de l'éducation qu'il gravita autour de Charles-Nicolas Cochin.
Les sujets qu'il interpréta se rapportent à l'histoire naturelle, à la cartographie et à l'architecture, ce dernier thème contribuant à une apologie du règne de Louis XV (ce que Jacqueline Mangin appelle plus spécifiquement à propos de l'ouvrage La représentation des fêtes données par la ville de Strasbourg pour la convalescence du Roi en 1744, auquel Martin Marvie contribua avec Jacques-Philippe Le Bas et Jean-Georges Wille, « la mise en scène du monarque absolu »), de ses fêtes, de ses monuments, de ses succès militaires et de la puissance défensive et offensive que soutinrent les villes fortifiées.

## Œuvre

### Artistes interprétés (ordre alphabétique)
- S. Brouard, Vue de la ville et des forts de Berg-op-Zoom assiégée par l'armée française sous les ordres du Maréchal de Lowendal le 14 juillet 1747 et prise par assaut le 16 septembre suivant.
- Charles-Nicolas Cochin, Vue perspective de la décoration élevée sur la terrasse du château de Versailles pour l'illumination et le feu d'artifice qui a été tiré à l'occasion de la naissance de Monseigneur le duc de Bourgogne, le 30 décembre 1751, gravure à l'eau-forte de Martin Marvie terminée au burin par Jean Ouvrier, 1752[3].
- Jean Delagrive, cartographe, Plan de Paris divisé en seize quartiers en exécution de l'ordonnance du Bureau de la ville du 24 février 1744, 1756[4].
- Jean-Baptiste Louis Élisabeth Le Boursier, architecte, Élévation de la façade principale - Projet d'une nouvelle salle d'opéra située entre le Palais-Royal et la rue des Bons-Enfants et présentée au Duc d'Orléans, 1764[5].
- Nicolas Vleughels, Le bouclier d'Achille - Homère, livre XVIII[6].

### Gravures d'après ses propres dessins
- Vue cavalière de l'abbaye Saint-Nicaise de Reims, 1754.

### Contributions bibliophiliques (ordre chronologique)
- L'abbé Deidier, Le parfait ingénieur français, ou la fortification offensive et défensive, contenant la construction, l'attaque et la défense des places régulières et irrégulières, selon les méthodes de Monsieur de Vauban et des plus habiles auteurs de l'Europe qui ont écrit sur cette science. Nouvelle édition corrigée et augmentée de la relation du siège de Lille et du siège de Namur, plus de cinquante planches par François Baillieul, Charles-Nicolas Cochin, Guillaume Dheulland, F. Dubercelle, Claude Olivier Gallimard, Sébastien Leclerc, Martin Marvie, Augustin de Saint-Aubin, Pierre Soubeyran, chez Charles-Antoine Jombert, Paris, 1742.
- Sous la direction de Jean-Martin Weis, graveur de la ville de Strasbourg, Représentation des fêtes données par la ville de Strasbourg pour la convalescence du Roi, à l'arrivée et pendant le séjour de Sa Majesté en cette ville, vignette en-tête et cul-de-lampe par Martin Marvie d'après Jean-Martin Weis, Imprimerie Laurent Aubert, Paris, 1747.
- Maréchal de Puységur, Art de la guerre, par principes et par règles, gravure en taille-douce titrée Encadrement par Martin Marvie d'après Pierre-Edme Babel, chez Charles-Antoine Jombert, Paris, 1748.
- Léon Ménard, Histoire civile, ecclésiastique et littéraire de la ville de Nîmes, avec des notes et les preuves, suivie de dissertations historiques et critiques sur ses antiquités et de diverses observations sur son histoire naturelle, gravures de Charles-Nicolas Cochin, Antoine Humblot, Martin Marvie, Louis-Joseph Le Lorrain et Joan Jacob Dartain, sept volumes, 1750-1758[7].
- Charles Pinot Duclos, Considérations sur les mœurs de ce siècle, Christophe-Jean-François Ballard et Laurent-François Prault, imprileurs-libraires, 1751.
- Antoine Danchet, de l'Académie française, Théâtre de Monsieur Danchet (trois volumes), suivi de Œuvres mêlées de Monsieur Danchet (un volume), chacun des quatre volumes étant enrichi d'un frontispice dessiné et gravé par Martin Marvie, chez Grangé, Robuste et Le Loup, Paris, 1751.
- Charles-Étienne Briseux, Traité du beau essentiel dans les arts, appliqué particulièrement à l'architecture et démontré physiquement et par l'expérience, pages de titres gravées par Martin Marvie, chez Charles-Étienne Briseux, Paris, 1752.
- Jean-Charles du Fresne d'Aubigny, Mémoire sur les manuscrits de M. du Cange, Paris, 1752.
- Fables choisies, mises en vers par Jean de La Fontaine, gravures de Martin Marvie (collaborations des burinistes Nicolas-Dauphin de Beauvais pour La jeune veuve et Michel Aubert pour L'âne et le chien) d'après Jean-Baptiste Oudry, chez Desaint et Saillant, Imprimerie de Charles-Antoine Jombert, 1759[8].
- Pierre Patte, Monuments érigés en France à la gloire de Louis XV, précédés d'un tableau du progrès des arts et des sciences sous ce règne, ainsi que d'une description des honneurs et des monuments de gloire accordés aux grands hommes, tant chez les anciens que chez les modernes, et suivis d'un choix des principaux projets qui ont été proposés pour placer la statue de Roi dans les différents quartiers de Paris. Parmi les illustrations, Statue pédestre de Louis XV par Jacques Saly pour la ville de Valenciennes et Statue équestre de Louis XV par Edmé Bouchardon (statue inaugurée à Valenciennes en 1752 et détruite en août 1792), dessinées par Martin Marvie et gravées en taille-douce par Noël Le Mire, chez Desaint, chez Saillant, libraires, 1765.

### Interprétations de dessins de Martin Marvie
Georg Kaspar Nagler cite le graveur Horéolly qui interpréta un dessin de Martin Marvie en l'estampe Le  ballet de la pièce « Le prince de Salerne » de Charles Antoine Véronèse, exécuté au château de Fontainebleau en novembre 1746,.

### Fables de La Fontaine, galerie

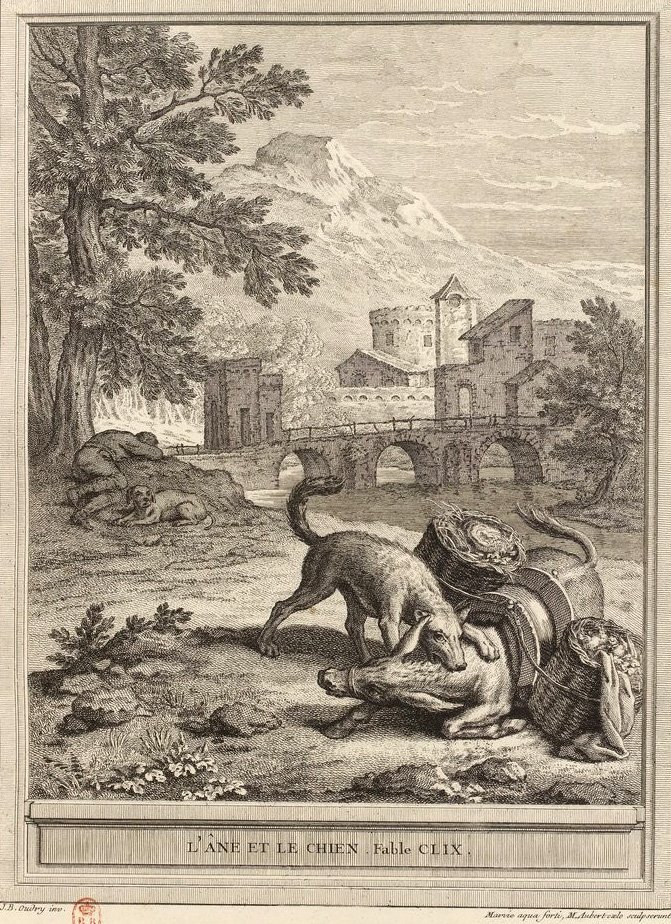
L'âne et le chien
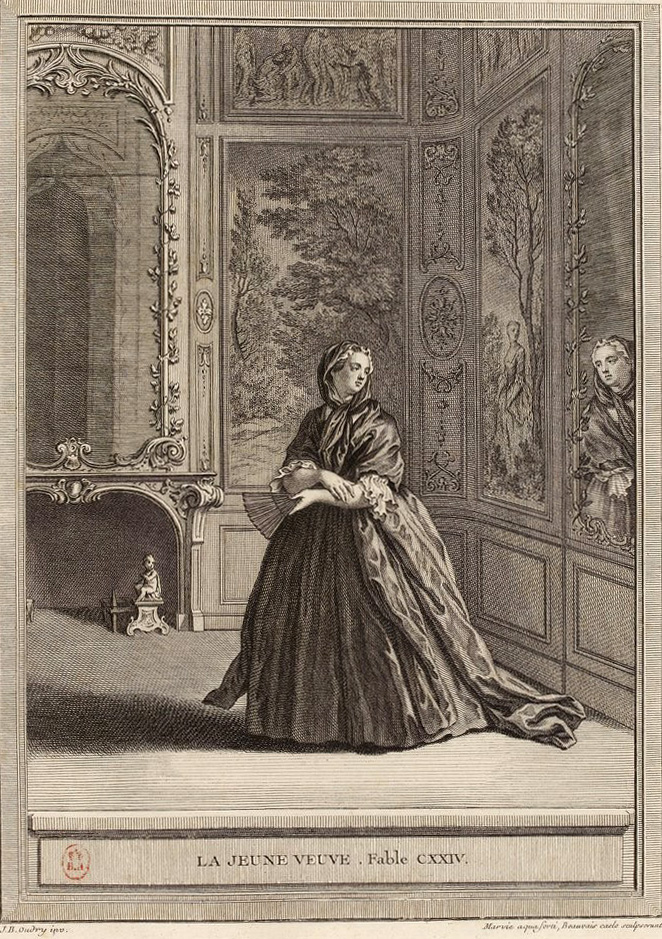
La jeune veuve
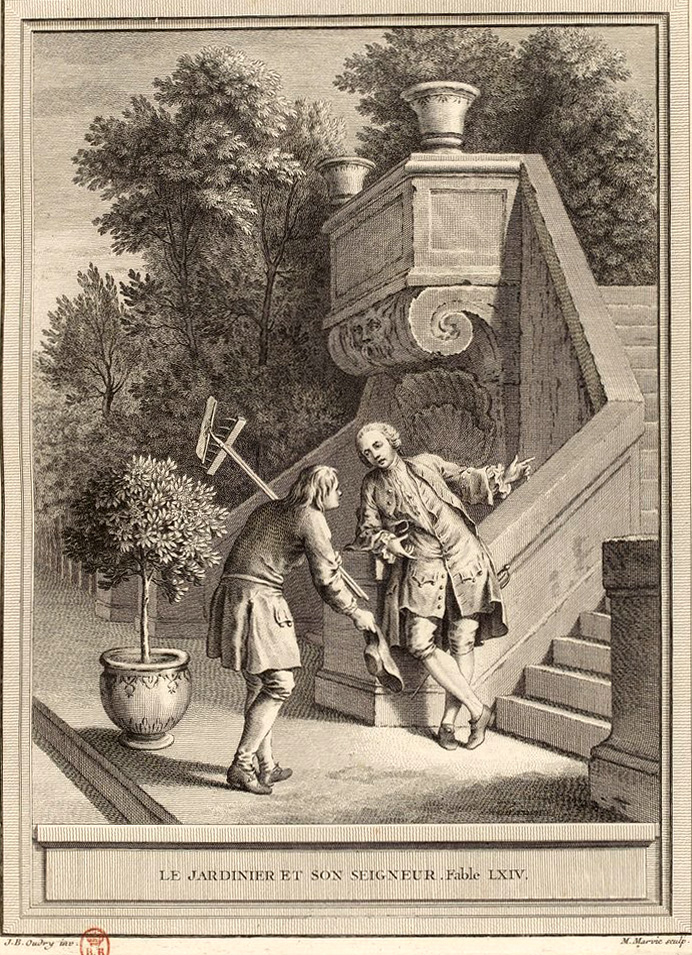
Le jardinier et son seigneur
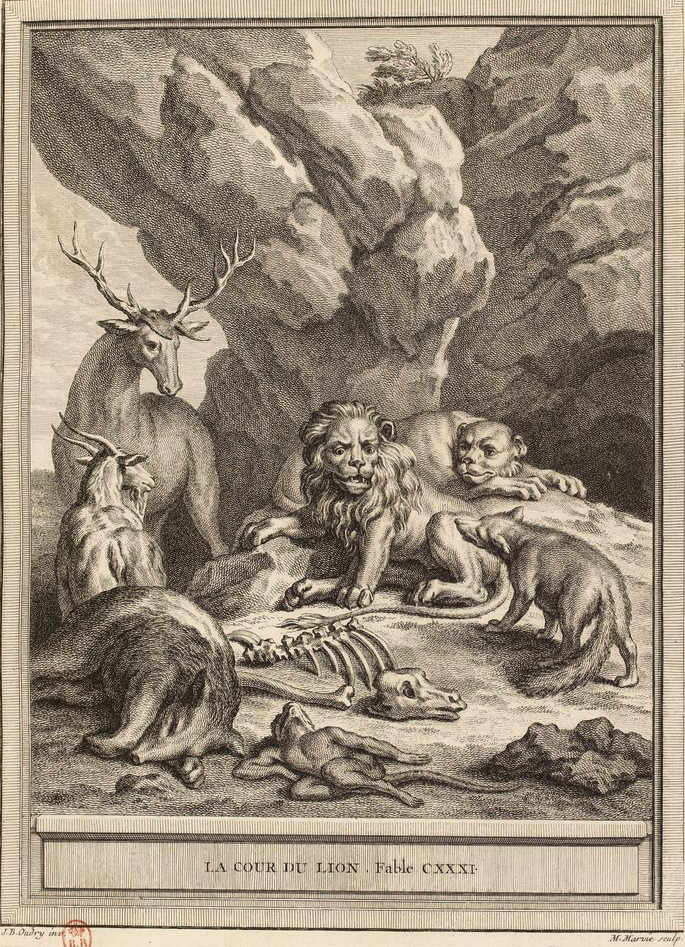
La cour du lion
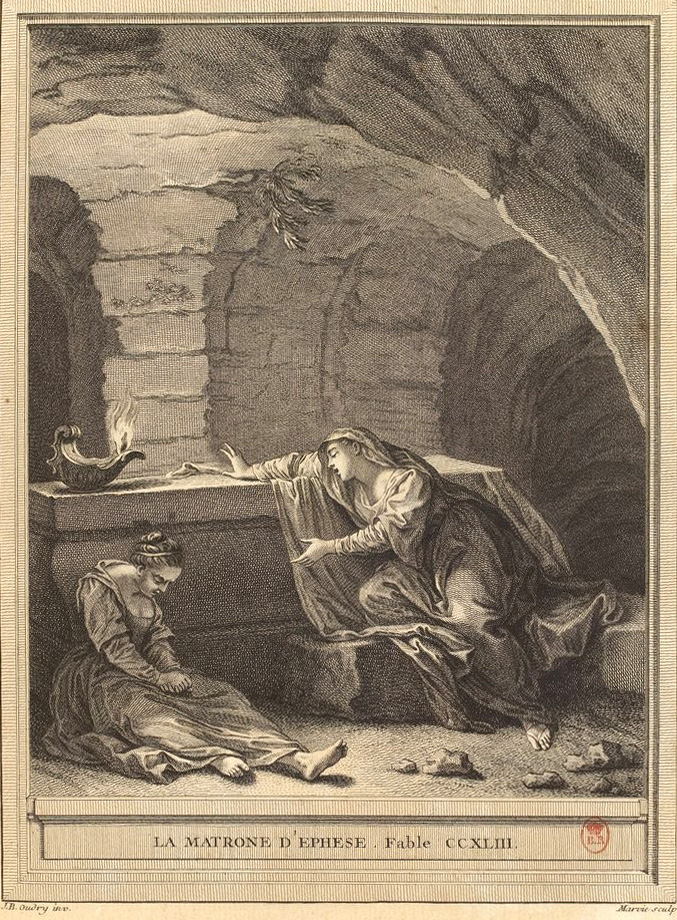
La matrone d'Éphèse
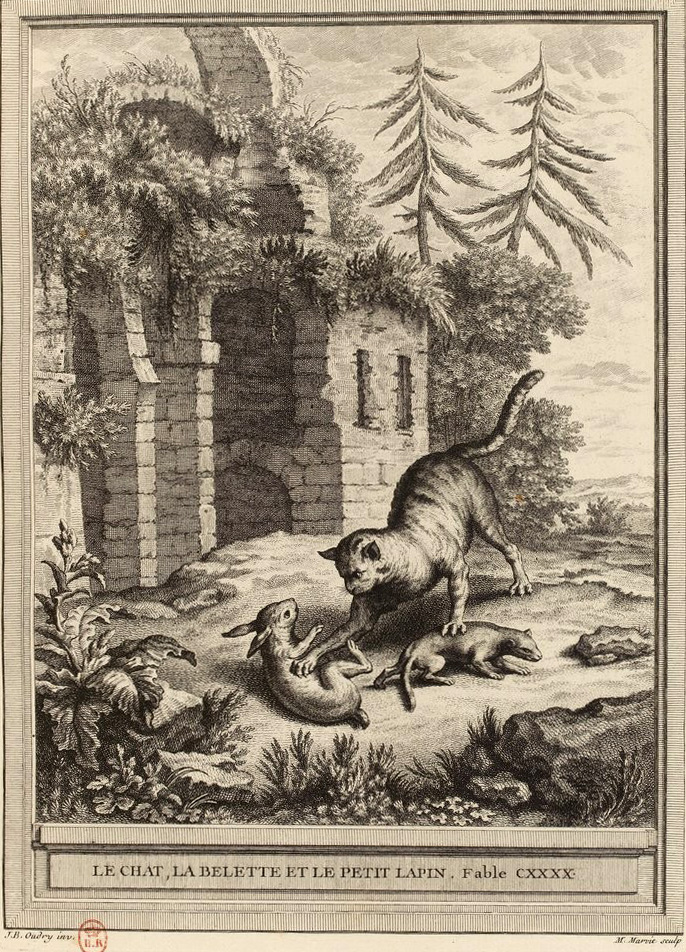
Le chat, la belette et le petit lapin
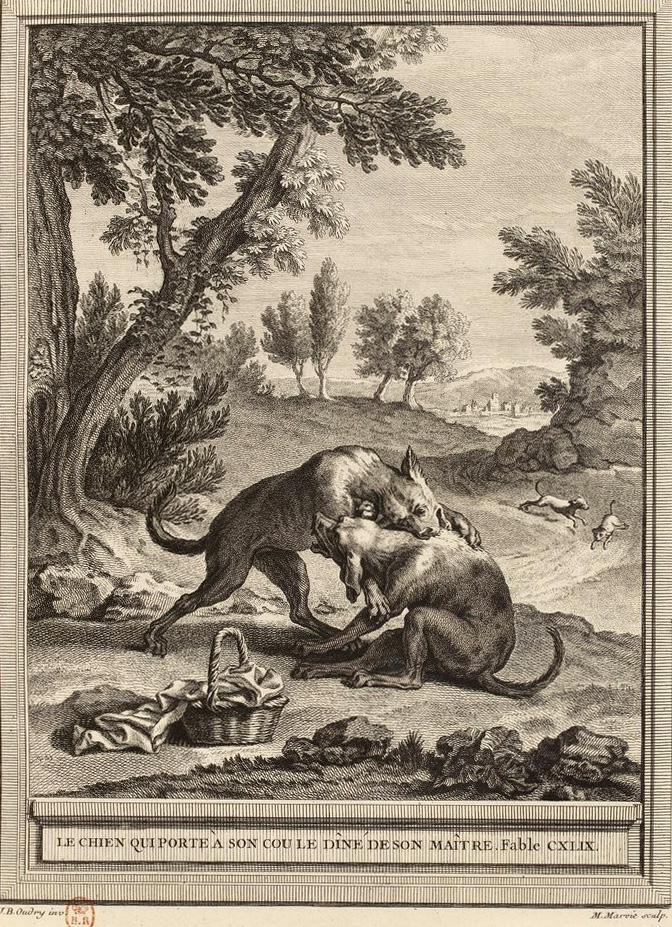
Le chien qui porte à son cou le dîner de son maître
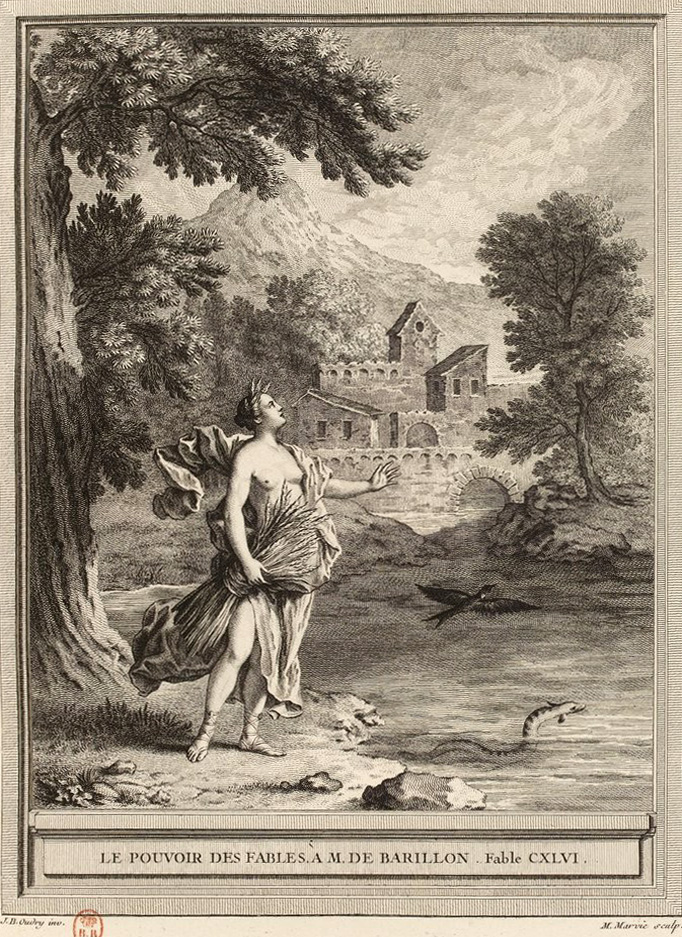
Le pouvoir des fables
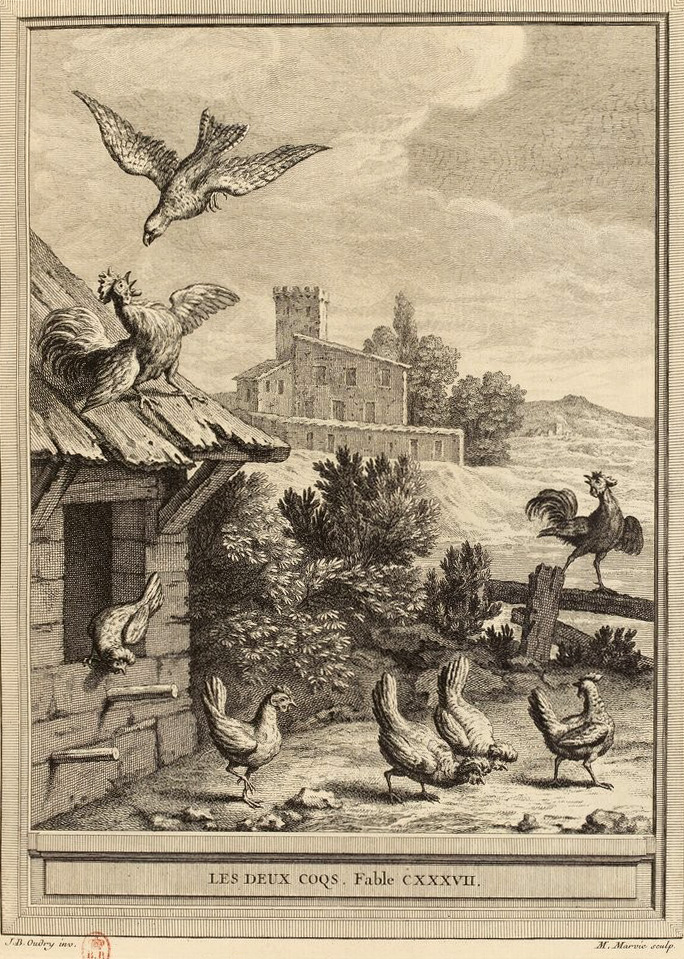
Les deux coqs

## Expositions
- Le Louvre à Québec - Les arts et la vie (section « Europe du XVIIe au XIXe siècle : les fêtes royales à Paris et Versailles »), Musée national des beaux-arts du Québec, juin-octobre 2008[11].

## Musées et collections publiques

### France
- Bibliothèque de la ville de Besançon, Représentation des fêtes données par la ville de Strasbourg pour la convalescence du Roi.
- Musée Médard, Lunel, Théâtre et œuvres mêlées d'Antoine Danchet, quatre volumes ; Histoire civile, ecclésiastique et littéraire de la ville de Nîmes de Léon Ménard, sept volumes[7].
- Bibliothèque Mazarine, Paris, Le parfait ingénieur français, ou la construction offensive et défensive de l'abbé Deidier..
- Bibliothèque Sainte-Geneviève, Paris, Le parfait ingénieur français, ou la construction offensive et défensive, de l'abbé Deidier..
- Cabinet des estampes de la Bibliothèque nationale de France, Paris, eaux-fortes, dont La jeune veuve[12], Le bouclier d'Achille - Homère, livre XVIII[6].
- Conservatoire national des arts et métiers, Paris, Le parfait ingénieur français, ou la construction offensive et défensive, de l'abbé Deidier..
- École nationale supérieure des beaux-arts, Paris, Élévation de la façade principale - Projet de nouvelle salle d'opéra, d'après Jean-Baptiste Le Boursier[5].
- Grand Palais, atelier de chalcographie de la Réunion des musées nationaux, Plan de Paris divisé en seize quartiers, d'après Jean Delagrive[4].
- Musée Carnavalet, Vue principale de l'illumination de la rue de la Ferronnerie du côté de la rue Saint-Denis[13], Élévation géométrale de la décoration du feu d'artifice tiré la veille de la fête de Saint Louis le 24 août 1741[14] ; Élévation de la façade principale - Projet de nouvelle salle d'opéra, d'après Jean-Baptiste Le Boursier ; Vue perspective de la décoration élevée sur la terrasse du château de Versailles, d'après Charles-Nicolas Cochin[15].
- Musée du Louvre, Paris, Feu d'artifice de la paix sur la Seine, dessin à la plume[16], Décoration du feu d'artifice tiré à Versailles pour la naissance de Monseigneur le Duc de Bourgogne, 30 décembre 1751, d'après Charles-Nicolas Cochin (département des arts graphiques, fonds Edmond de Rothschild).
- Bibliothèque nationale de Remiremont, Représentation des fêtes données par la ville de Strasbourg pour la convalescence du Roi.
- Musée national de l'éducation, Rouen, La cour du lion, fable CXXXI, 1759, d'après Jean-Baptiste Oudry[1].

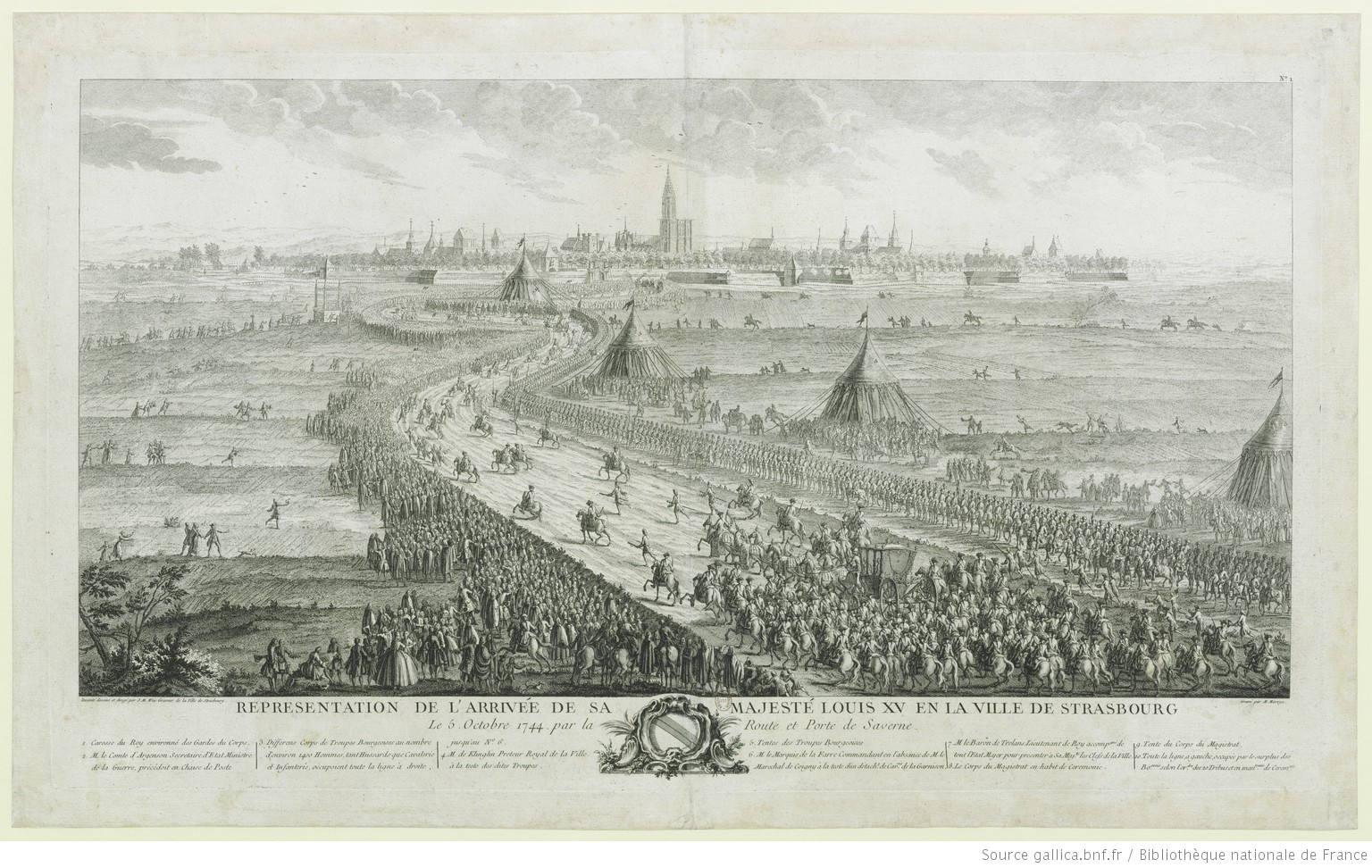
Martin Marvie, Représentation de l'arrivée de Sa Majesté Louis XV à Strasbourg le 5 octobre 1744 par la route et la porte de Salerne

### Estonie
- Collection d'estampes de la bibliothèque de l'Université de Tartu.

### Pays-Bas
- Rijksmuseum, Amsterdam, Vue de la ville et des forts de Berg-op-Zoom..., d'après S. Brouard.

### Royaume-Uni
- British Museum, Londres, Représentation de l'arrivée de Sa Majesté Louis XV à Strasbourg le 5 octobre 1744 par la route et la porte de Salerne[17].
- Royal Academy, Londres, Représentation des fêtes données par la ville de Strasbourg pour la convalescence du Roi.

### Suède
- Nationalmuseum, Stockholm.

### États-Unis
- Musée des beaux-arts de Boston, Fables choisies, mises en vers par Jean de La Fontaine.
- Ackland Art Museum (en), Université de Caroline du Nord, Chapel Hill, Le chien qui porte à son cou le dîner de son maître, d'après Jean-Baptiste Oudry.
- Art Institute of Chicago, Fables choisies, mises en vers par Jean de La Fontaine.
- Getty Research Institute, Los Angeles, Statue équestre de Louis XV, gravure en taille-douce de Noêl Le Mire d'après Martin Marvie.
- Centre d'art britannique de Yale, New Haven, Représentation des fêtes données par la ville de Strasbourg pour la convalescence du Roi, d'après Jean-Martin Weis.
- Cooper–Hewitt, Smithsonian Design Museum, New York, Vue perspective de la décoration élevée sur la terrasse du château de Versailles..., 30 décembre 1751, d'après Charles-Nicolas Cochin[3].
- Spencer collection, New York Public Library, Représentation des fêtes données par la ville de Strasbourg pour la convalescence du Roi[18].
- National Gallery of Art, Washington, Le chat, la belette et le petit lapin[19], Le chien qui porte à son cou le dîner de son maître, La matrone d'Éphèse, fables de La Fontaine, d'après Jean-Baptiste Oudry[20].